# 榮華壩
榮華壩，是臺灣一座水壩，位於桃園市復興區的大漢溪上游，即位於台7線北部橫貫公路34公里處、石門水庫大壩上游約27公里之大漢溪上，主要功能為攔砂，以免大量流進石門水庫造成淤積，延長石門水庫壽命，並利用水位落差提供石門發電廠義興電廠發電等。然而到2012年為止，榮華壩的砂石淤積率已高達百分之九十七，且仍無有效清淤方式。

## 沿革
1963年9月，葛樂禮颱風帶來超大豪雨，造成水庫集水區內大量沖蝕與崩塌，一年內即為石門水庫帶來1,947萬立方公尺的淤積，超過原本預估淤積量的24倍。由於大漢溪上游河床上尚積存的砂石將有可能隨洪流沖下，讓水庫淤積問題更加嚴重，因此當年台灣省政府石門水庫管理局作成石門水庫集水區分期治理的長期計畫，其中第一期計劃包括1966年在石門水庫上游興建25公尺高的義興防砂壩外，並於1973年9月完成「義興防砂壩」加高工程，以及於1977年完成興建38公尺高「巴陵防砂壩」工程。而第二期計畫則是榮華計畫，預計興建「榮華大壩」及「義興電廠」。石門水庫管理局於1977年10月委託中興工程顧問社負責辦理，而工程的土建部份則委由當時的台灣省政府水利局機械工程隊承包。
1983年，台灣省政府水利局榮華壩興建完成後，交由台灣省政府石門水庫管理局管理。1999年7月因精省而改由經濟部管理，並更名為「經濟部水利處北區水資源局」；2002年3月經濟部水利處北區水資源局改制更名為「經濟部水利署北區水資源局」。

## 特色
榮華壩位於義興壩上游約七公里處，壩高達82公尺，由台灣自行設計施工完成，是石門水庫上游三座攔沙壩中最晚興建者，也是規模最大的，它不僅是攔砂壩，尚利用建壩所抬高的水位與下游河道間的落差進行發電的功能，這在台灣的攔砂壩的功能中，算是比較特別的一座，此外由於當地的岩層年代較為久遠，屬於變質砂岩，硬度較高，所以在規劃時，就設計成一座雙向彎曲變厚度混凝土拱型壩，透過兩岸山壁的力量來支撐水的壓力，而它也是目前台灣僅有的四座拱壩之一（台灣另外三座拱壩分別為德基水庫大壩、谷關水庫大壩與翡翠水庫大壩）。

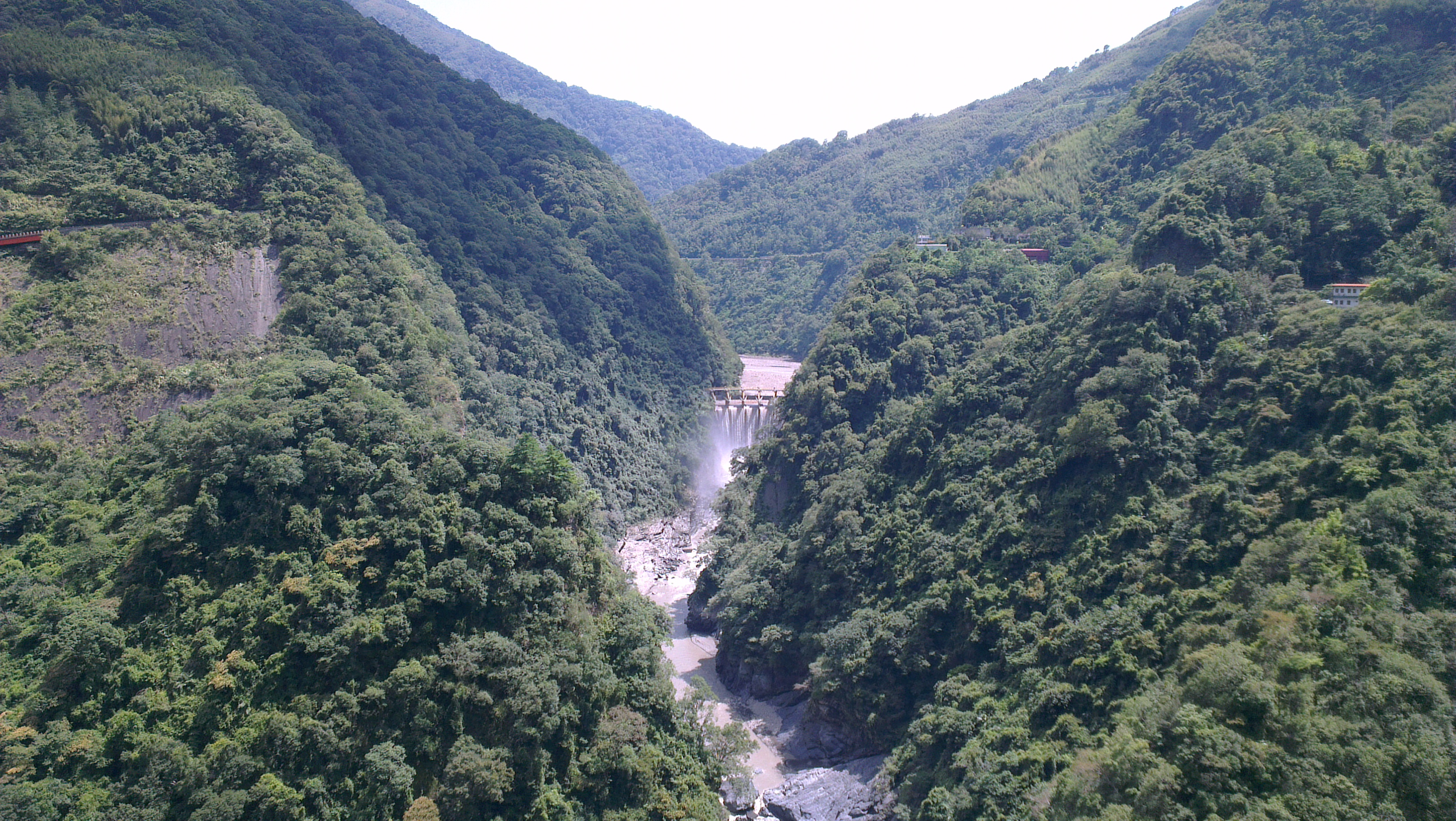
榮華壩洩洪

## 淤積問題
興建榮華壩是為了減少石門水庫的淤砂量，因此榮華壩與大漢溪上游的巴陵壩與義興壩等皆必須面臨承受大量淤積的問題。2004年艾利颱風侵台後，榮華壩可蓄砂量只剩下原設計量的十分之一。2007年9月，韋帕颱風為大漢溪帶來豐沛降雨，造成石門水庫上游（榮華壩上游11公里處）的巴陵壩右壩座因基礎沖刷而遭到淘空沖毀約60公尺，原本巴陵壩攔阻的一千多萬立方公尺砂石由榮華壩承接。至2012年為止，榮華壩的淤積率已達百分之97，已近乎淤滿。然而由於地形因素榮華壩難以清淤，僅能採水力排砂。

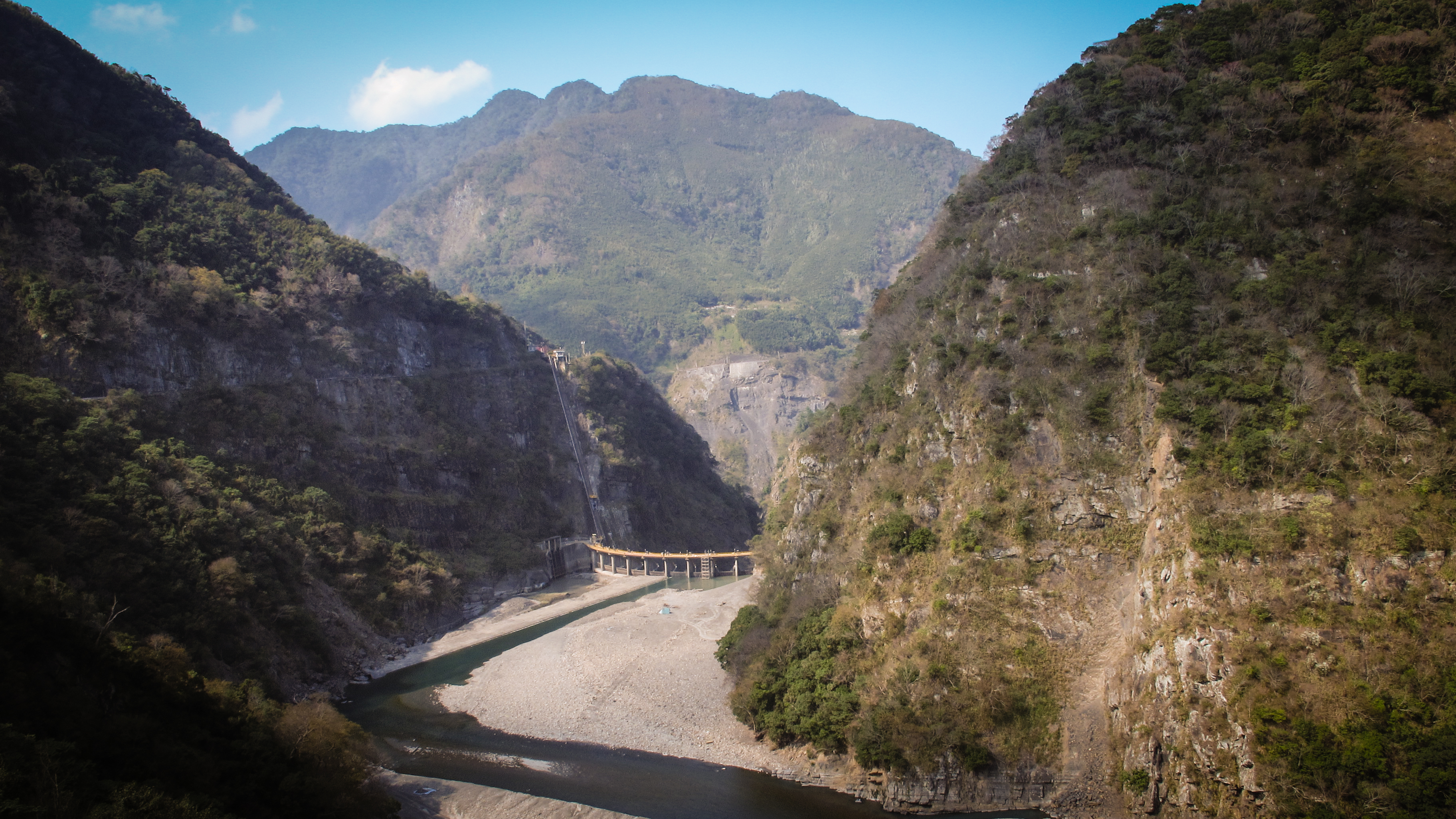
榮華壩 (2014年1月)

## 附近景點
- 拉拉山
- 巴陵

## 外部連結
- 經濟部水利署北區水資源局全球資訊網-榮華壩 （页面存档备份，存于）
- 石門發電廠簡介 - 台灣電力公司